# Bahamas
Commonwealth des Bahamas
(en) Commonwealth of The Bahamas
Les Bahamas, en forme longue le Commonwealth des Bahamas (en anglais : The Bahamas et Commonwealth of The Bahamas), sont un pays anglophone et un royaume du Commonwealth situé au sud-est de la Floride.
L'archipel des Bahamas occupe environ 700 îles et îlots des îles Lucayes situées dans l'océan Atlantique, au nord-est de Cuba et au nord-ouest d'Hispaniola et des Îles Turks-et-Caïcos, ces dernières étant sous dépendance britannique.
Sa capitale est Nassau, située sur l'île de New Providence. Ses habitants sont les Bahamiens. Son IDH et son PIB en font un des pays les plus développés des Caraïbes.

## Histoire
Bahamas est un dérivé de l'espagnol « baja mar » (marée basse)[réf. souhaitée].
Les premiers pas de Christophe Colomb dans le Nouveau Monde le 12 octobre 1492 sont accomplis sur une île bahaméenne, vraisemblablement sur celle de Guanahani, qu'il renomme San Salvador à son arrivée,,. Il la nomme ainsi pour remercier le Christ de l'avoir guidé jusque-là[réf. souhaitée]. Les habitants qu'il y rencontre, des Tainos Lucayens, sont un peuple paisible arrivé dans l'archipel avant le VIIIe siècle. Il échange avec eux des présents[réf. souhaitée].
L'Espagne occupe peu ces îles, mais elle asservit sa population qu'elle envoie à Hispaniola pour servir de main d’œuvre,. Environ 40 000 indigènes sont déplacés entre 1492 et 1508, de sorte que l'archipel reste dépeuplé jusqu'à l'arrivée des britanniques au XVIIe siècle,.
En 1629, les britanniques commencent à leur tour à s'intéresser à l'archipel des Bahamas, celui-ci étant offert par Charles Ier d'Angleterre à son ministre Robert Heath. Il faut cependant attendre l'année 1647 pour qu'un Anglais, William Sayle, s'y intéresse réellement en raison de désaccord religieux aux Bermudes, et crée la Company of Eleutherian Adventurers (en référence à l'île d'Eleuthera). L'année suivante, en 1648, il s'y installe accompagné de 70 colons,, mais plusieurs d'entre eux finissent par retourner aux Bermudes en raison des nombreuses difficultés rencontrées (sol improductif, dissensions, incursions espagnoles). Le futur fondateur de la banque d'Angleterre et du projet Darién, sir William Paterson, fait partie des premiers colons[réf. souhaitée].
Ce n'est que vers 1660 ou 1666 que l'île principale de New Providence est à son tour occupée, et sa ville principale Nassau créée,. Peu de temps après, en 1670, George Monck et cinq autres lords propriétaires de Caroline obtiennent les îles en concession, et installent un gouverneur sur cette île de New Providence. Les îles se peuplent alors aussi de boucaniers et de flibustier, (République des Corsaires), auparavant présents sur l'île de la Providence (au sud, près du Nicaragua)[réf. souhaitée]. Entre des propriétaires peu impliqués, des habitants appréciant le caractère lucratif de la piraterie dans les Caraïbes, et les expéditions espagnoles voire françaises sur leurs îles (raid sur Nassau, etc.), les gouverneurs ont le plus grand mal à faire appliquer des lois.
Quand, en 1714, George Ier accède au trône d'Angleterre, d'Écosse et d'Irlande, son premier geste est de remplacer le représentant des anciens propriétaires par un gouverneur royal des Bahamas. En 1717, le roi d'Angleterre reprend possession de l'administration de ces îles, et missionne Woodes Rogers pour y éliminer la piraterie. Il arrive l'année suivante dans l'archipel en qualité de gouverneur, accompagné de soldats, et remet rapidement de l'ordre, sans que cela n'arrête les expéditions espagnoles (bataille de Nassau (1720)). Sa devise en latin résume sa mission : « Expulsis piratis, restituta commercia » (litt. « Expulser les pirates, restaurer le commerce »). Woodes Rogers, officier de marine, dont on connaissait les exploits pendant la guerre de Succession d'Espagne, était écrivain à ses heures. Après la mise en place par Woodes Rogers d'une assemblée représentative en 1729, l'administration de la colonie britannique fonctionne convenablement, bien qu'elle soit périodiquement la cible d'invasions étrangères.
Lors de la guerre d'indépendance des États-Unis, l'archipel est le théâtre de la bataille de Nassau (1776), durant laquelle l'US Navy a pour objectif de récupérer les armes et la poudre que les Britanniques y ont transférés. Après une occupation espagnole temporaire en 1782, l'île redevient britannique, et accueille les loyalistes (et leurs esclaves) qui souhaitent quitter les États-Unis à l'issue de la guerre d'indépendance. Les plantations de coton connaissent alors un âge d'or, notamment grâce à la variété Coton Sea island[réf. souhaitée], jusqu'à ce que l'épuisement des sols et l'abolition de l'esclavage ne concourent à y mettre un terme.
En avril 1861, quand éclata aux États-Unis la guerre entre les États du nord et du sud de l'Union, les Bahamas devinrent, pour les Sudistes, un arsenal transitoire. La victoire du Nord, en 1865, et les pénitences imposées au Sud provoquèrent un nouvel afflux de réfugiés, planteurs ruinés par l'abolition de l'esclavage. Venus avec leurs esclaves, ils furent déçus d'apprendre que, depuis le 1er août 1833, tous les Noirs débarquant aux Bahamas devenaient libres, jouissant comme l'exigeait l'Emancipation Act, des mêmes droits que les Blancs. Malgré la loi subsista longtemps une ségrégation raciale ; ainsi, en 1885, à Harbour Island, cinq Noirs furent condamnés à vingt shillings d'amende pour avoir emprunté la porte réservée aux Blancs afin d'entrer dans l'église méthodiste qu'ils avaient contribué à construire.
Entre 1940 et 1945 Edouard, duc de Windsor (1894-1972), l'ex-roi et empereur Edouard VIII fut gouverneur des Bahamas.
L'indépendance est accordée par la Grande-Bretagne le 10 juillet 1973. Le pays fait partie du Commonwealth.
Début septembre 2019, les îles Abacos et Grand Bahama au nord du pays sont dévastées par l'ouragan Dorian, le plus fort jamais observé sur le pays, détruisant plus de 13 000 logements et faisant au moins 44 morts,
Le ministre de la santé des Bahamas, Duane Sands, annonce un bilan final de l'ouragan Dorian probablement « ahurissant », du fait de milliers de disparus.

## Géographie

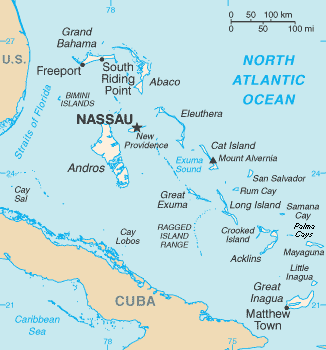
Carte des Bahamas.

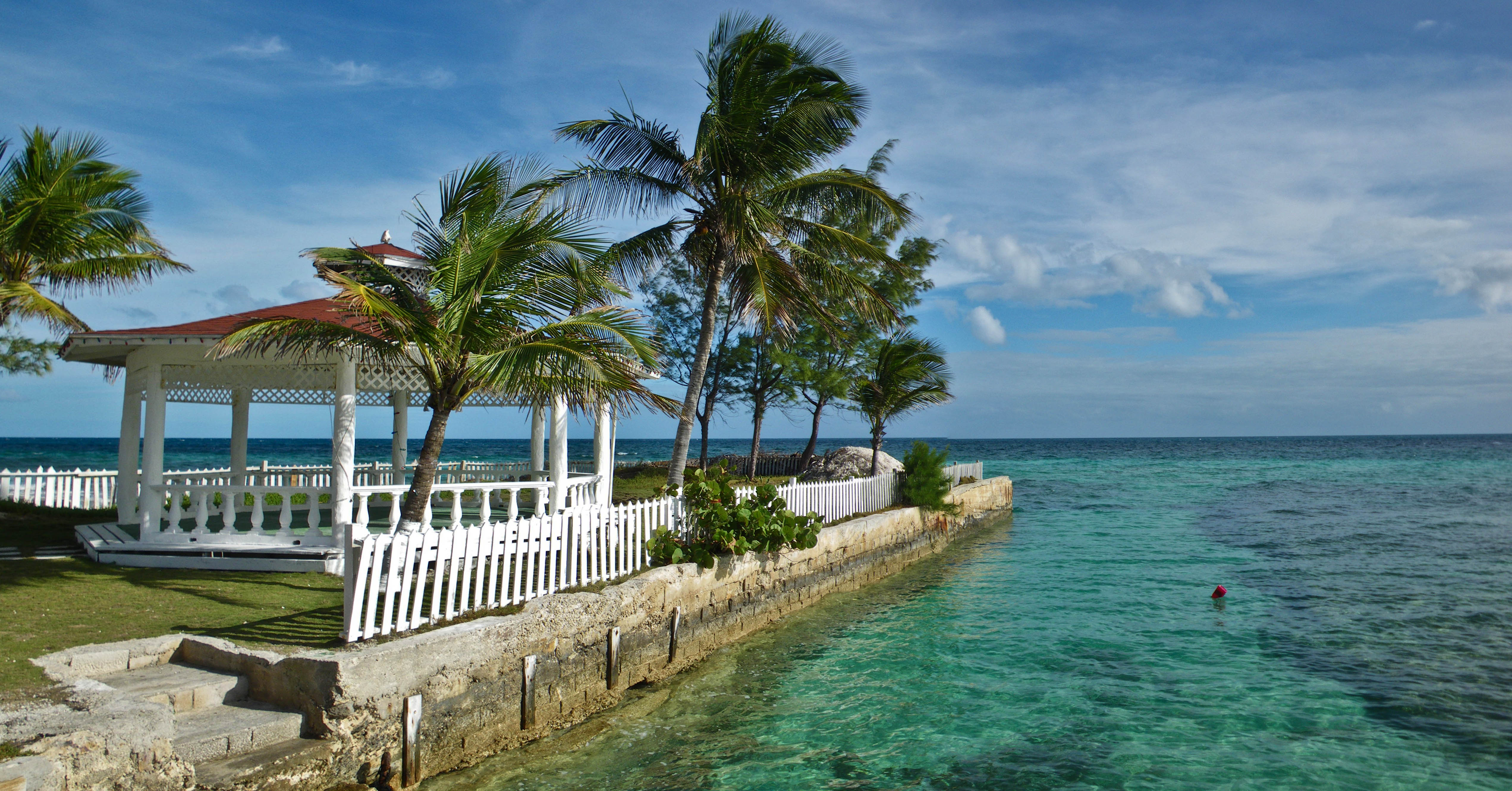
Vue sur une plage, New Providence.

Les Bahamas comptent plus de 700 îles et îlots disséminés sur environ 260 000 km2 et faisant partie des îles Lucayes, le reste de cet archipel étant occupé par le territoire britannique d'outre-mer des Îles Turks-et-Caïcos. Les Bahamas (comme toutes les îles Lucayes) sont incluses dans les Antilles. Seules une vingtaine de ces îles sont habitées en permanence. L'île la plus proche des États-Unis, Bimini Sud, n'est qu'à 83 km à l'est de Miami Beach, sur la côte sud-est de la Floride. L'île la plus au sud, Great Inagua, se situe pour sa part à 89 km au nord-est de la punta Azules, à l'extrémité orientale de Cuba.
La plus grande île des Bahamas est Andros, à l'ouest. L'île de New Providence, à l'est d'Andros, est le site de la capitale, Nassau et représente les deux tiers de la population totale. Les autres îles importantes sont Grand Bahama au nord et Inagua au sud.
La plupart des îles — des formations de corail — sont relativement plates, avec quelques collines basses, dont la plus haute est le mont Alvernia, sur Cat Island, à 63 m. Le climat est tropical, modéré par les eaux chaudes du Gulf Stream, mais est régulièrement frappé par des ouragans ou des tempêtes tropicales.

### Parcs nationaux

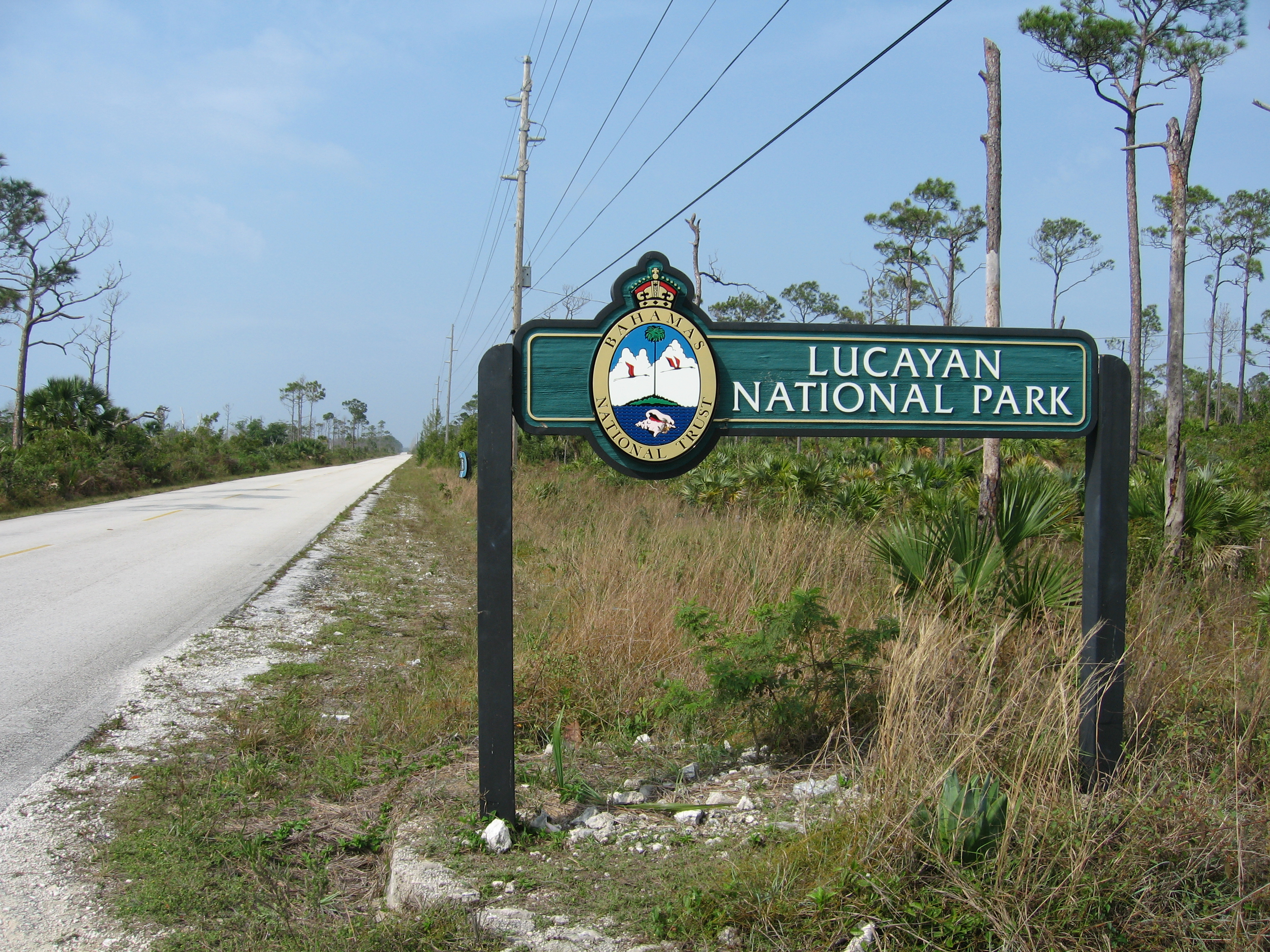
Lucayan National Park.

Près de 260 000 hectares marins et terrestres sont aujourd'hui protégés par le Bahamas National Trust (en).
Grand Bahama
- Rand Nature Centre, création : 1992 - superficie : 40 ha. Permet l'observation d'oiseaux comme la rare paruline de Kirtland, qui vient y hiverner.
- Peterson Cay National Park, création : 1968 - superficie : 0,5 ha. Un des lieux de prédilection des oiseaux marins pour la nidification.
- Parc national Lucayen, création : 1982 - superficie : 16 ha. Possède des grottes sous-marines et une mangrove, où vit notamment le mérou rayé, une espèce en danger.

Abaco
- Abaco National Park, création : 1994 - superficie : 8 300 ha. Site d'observation du très rare perroquet des Bahamas.
- Pelican Cays Land and Sea Park, création : 1972 - superficie : 850 ha. Possède plusieurs récifs corailliens.
- Tilloo Cay Reserve, création : 1990 - superficie : 4,5 ha. Refuge où viennent nidifier les oiseaux marins.
- Walkers Cay National Park, création : 2002 - superficie : 1 550 ha. Possède des récifs corailiens protégés.
- Black Sound Cay Reserve, création : 1988 - superficie : 1 ha. Grande concentration de gibiers d'eau qui viennent y hiverner.

Andros
- Blue Holes National Park, création : 2002 - superficie : 13 450 ha. Possède la plus grande concentration de trous bleus du monde[13].
- Northern &
- Southern Marine Parks, création : 2002 - superficie : 26 240 ha. La troisième barrière de corail au monde par sa longueur[14].
- Crab Replenishment National Park, création : 2002 - superficie : 1 200 ha. Abrite des crabes de terre.
- West Side National Park, création : 2002 - superficie : 74 880 ha. Abrite des conques, homards, bonefish et flamants roses.

New Providence
- Harrold and Wilson Ponds National Park, création : 2002 - superficie : 100 ha. Abrite une centaine d'espèces d'oiseaux (hérons, aigrettes, ibis…).
- The Retreat, création : 1985 - superficie : 4,5 ha. Feuillus, palmiers et d'autres essences exotiques rares.
- Bonefish Pond National Park, création : 2002 - superficie : 520 ha. Écosystème de mangrove.
- Primeval Forest National Park, création : 2002 - superficie : 1 ha. Forêt primaire est truffée de grottes calcaires où reposent peut-être des vestiges des communautés indiennes lucayas[réf. nécessaire].

Îles Exumas
- Parc national terrestre et marin des Îles Exumas, création : 1958 - superficie : 45 580 ha
- Moriah Harbour Cay National Park, création: 2002 - superficie : 5 440 ha. Un concentré de ce que les Bahamas peuvent offrir en matière de biodiversité : palétuviers gris, graminées côtières, sternes, engoulevents, pluviers, huîtriers et balbuzards, sans oublier écrevisses, conques, vivaneaux et mérous…

Conception
- Conception Island National Park, création : 1964 - superficie : 850 ha. Abrite des oiseaux marins, des tortues de mer et un récif corailien.

Crooked Island
- Great Hope House &
- Marine Farm, création : 2002 - superficie : 1,5 ha. Patrimoine bâti par les Loyalistes au XVIIIe siècle.

Little Inagua
- Little Inagua National Park, création : 2002 - superficie : 12 690 ha. La plus grande île inhabitée des Caraïbes. Ses eaux, qui vont jusque 13 mètres de profondeur, sont une zone vitale de reconstitution des ressources marines.

Great Inagua
- Union Creek Reserve, création : 1965 - superficie : 2 000 ha. Les tortues vertes de mer y font l'objet de toutes les attentions scientifiques.
- Inagua National Park, création : 1965 - superficie : 74 360 ha. Possède le plus grand lac du pays et plus grande concentration de flamants de Cuba.[réf. nécessaire]

### Districts
Depuis 1999, les Bahamas comprennent 32 districts.
- Acklins
- Îles Berry
- Îles Bimini
- Black Point
- Cat Island
- Central Abaco
- Central Andros
- Central Eleuthera
- Freeport
- Crooked Island
- East Grand Bahama
- Exuma
- Grand Cay
- Harbour Island
- Hope Town
- Inagua
- Long Island
- Mangrove Cay
- Mayaguana
- Moore's Island
- New Providence
- North Abaco
- North Andros
- North Eleuthera
- Ragged Island
- Rum Cay
- San Salvador
- South Abaco
- South Andros
- South Eleuthera
- Spanish Wells
- West Grand Bahama

## Politique

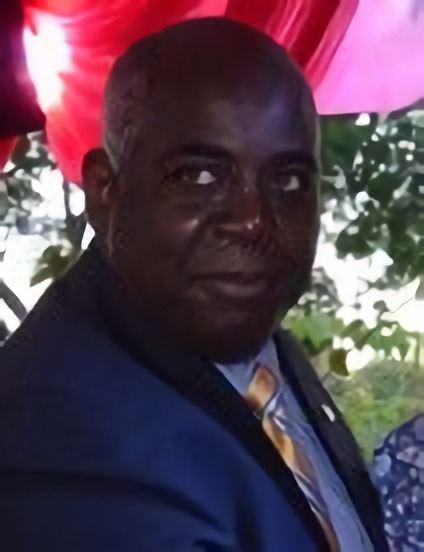
Philip Davis, Premier ministre depuis 2021.

Le chef de l'État est le roi Charles III, les Bahamas étant un royaume du Commonwealth. Il est représenté aux Bahamas par un gouverneur général, nommé par le roi lui-même. Le chef du gouvernement est le Premier ministre (Philip Davis depuis le 17 septembre 2021), habituellement le chef du parti gagnant aux élections du parlement.
Le Parlement des Bahamas consiste en deux chambres : le Sénat qui compte 16 membres nommés par le gouverneur général, et l'Assemblée des Bahamas qui compte 41 membres élus au suffrage universel direct tous les 5 ans.

### Forces militaires

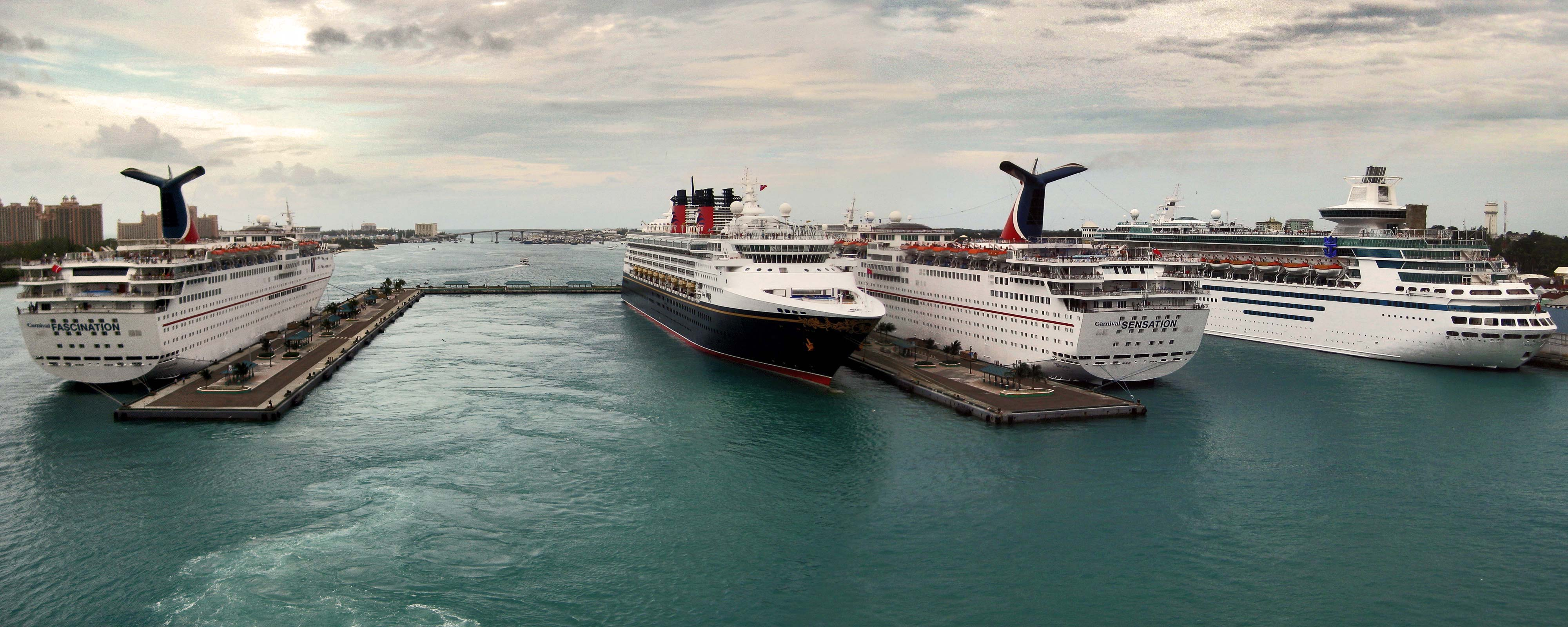
Port de Nassau et ses paquebots.

## Économie

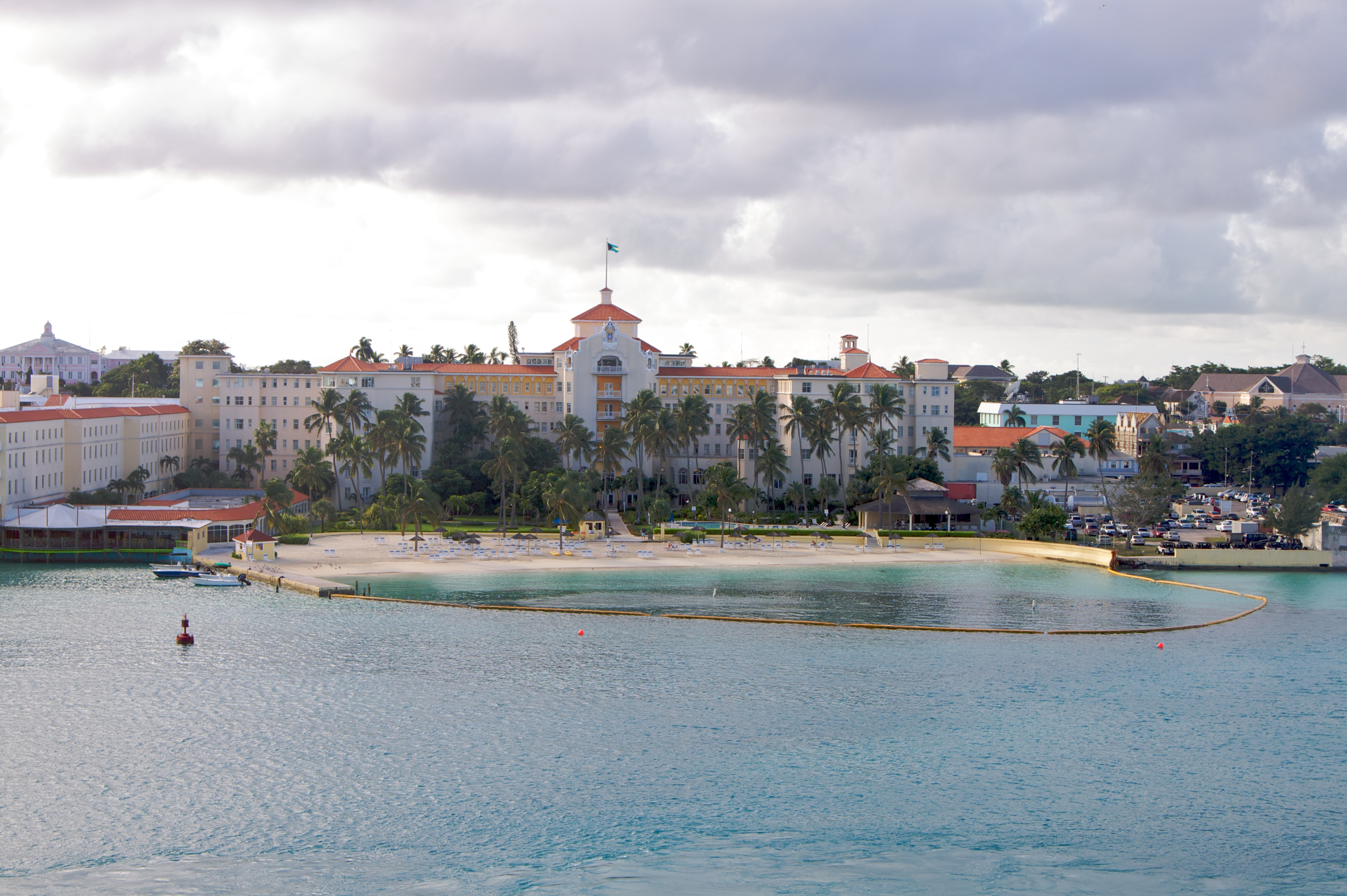
Hilton Nassau.

L'économie dépend fortement du tourisme ainsi que des banques extraterritoriales. Le tourisme compte à lui seul pour 60 % du produit intérieur brut et emploie directement ou indirectement la moitié des personnes en âge de travailler de l'archipel. Les Bahamas reçoivent surtout des visiteurs venus des États-Unis. La plus proche des 700 îles qui composent l'archipel n'est située qu'à 75 km à l'est de Miami. Une augmentation permanente de la capacité d'accueil et un décollage des constructions de nouveaux hôtels, de centres de vacances et de résidences ont permis l'augmentation du PIB. Les Bahamas font partie des pavillons de complaisance.
L'industrie (peu développée) et l'agriculture réunies contribuent à un dixième du PIB et ne progressent que faiblement, malgré les incitations gouvernementales dans ces secteurs pour pallier la dépendance au tourisme provenant des États-Unis :
- transbordement, raffinage du pétrole ;
- production pharmaceutique, de sel et de rhum ;
- pêche.

En 1998, le produit national brut atteignait 13,3 milliards de dollars, soit 11 380 dollars par habitant[réf. souhaitée].
L'économie des Bahamas est concentrée sur les services touristiques et financiers. Le tourisme représente 60 % du produit intérieur brut du pays. Les Bahamas ont un trafic annuel de 4 millions de visiteurs. En deuxième position, l'industrie bancaire et financière représente un cinquième du produit intérieur brut des Bahamas. Depuis 2014 la TVA a été introduite aux Bahamas, son taux est de 7,5 %. Un rapport de l'OCDE paru en 2017 indique que la TVA bahamienne est la plus rentable pour l'économie du pays en comparaison aux autres économies de la zone caraïbe.
La population haïtienne vivant aux Bahamas ne dispose que de très peu de ressources.

### Transports
Les Bahamas disposent de 1 620 km de routes. La conduite automobile s'y fait à gauche.
Il existe 61 aéroports, dont les principaux sont l'Aéroport international Lynden Pindling, l'Aéroport de Marsh Harbour, et
l'Aéroport international de Grand Bahama.

### Paradis fiscal
Nombre de grandes banques internationales sont installées dans le paradis fiscal que sont les Bahamas. Depuis 2000, les 245 sociétés financières enregistrées dans le pays font l'objet d'une surveillance renforcée[Par qui ?][réf. nécessaire]. Le risque de blanchiment d'argent sale en est la cause[réf. souhaitée]. En 2018, le pays est retiré de la liste noire des paradis fiscaux de l'Union européenne, mais il y est à nouveau inscrit en 2022.

### Tourisme
Le tourisme et ses activités induites représentent en 2023 la moitié des 13,2 milliards de dollars du PIB du pays.
Les Américains, représentent, selon le ministère du Tourisme de l'archipel, plus de 80 % des 4,6 millions de visiteurs annuels.[réf. nécessaire]
Le gouvernement, dirigé depuis les élections de mai 2007 jusqu'à 2012 par le Premier ministre conservateur Hubert Ingraham, multiplie les efforts pour attirer des touristes venus d'Europe, de Russie ou d'Asie. Les avantages sont qu'ils séjournent plus longtemps que les croisiéristes américains, avec davantage de retombées pour l'économie locale.
Le tourisme aux Bahamas s'adresse surtout à des touristes aisés, et les produits de consommations courantes sont surtout importées du continent, et ils coûtent le plus souvent le double plus cher (au moins) en comparaison des prix en Floride, car le sol des îles de l'archipel est le plus souvent aride du fait que ce sont des îles plates et coralliennes.[réf. nécessaire]

### Îles à louer ou à vendre
Certaines de ces îles sont privées, parfois à louer ou à vendre,. Ainsi, Hog Cay (en), une des Îles Exumas, est vendue à 35 millions de dollars. La minuscule Bonefish Cay (ceb), près d'Andros, à 7 millions de dollars. Il s'agit de baux emphytéotiques de 99 ans.
Plusieurs petites îles appartiennent ou sont louées à bail de très longue durée à de grandes compagnies de croisières qui y organisent des escales exclusives pour leurs navires et qui les ont aménagées pour des séjours de la journée. Telles sont :
- Castaway Cay (Disney Cruise Line)
- Great Stirrup Cay (Norwegian Cruise Line)
- Little San Salvador (Holland America Line et Carnival)
- Little Stirrup Cay (Royal Caribbean International)
- Ocean Cay (MSC Croisières)

## Démographie

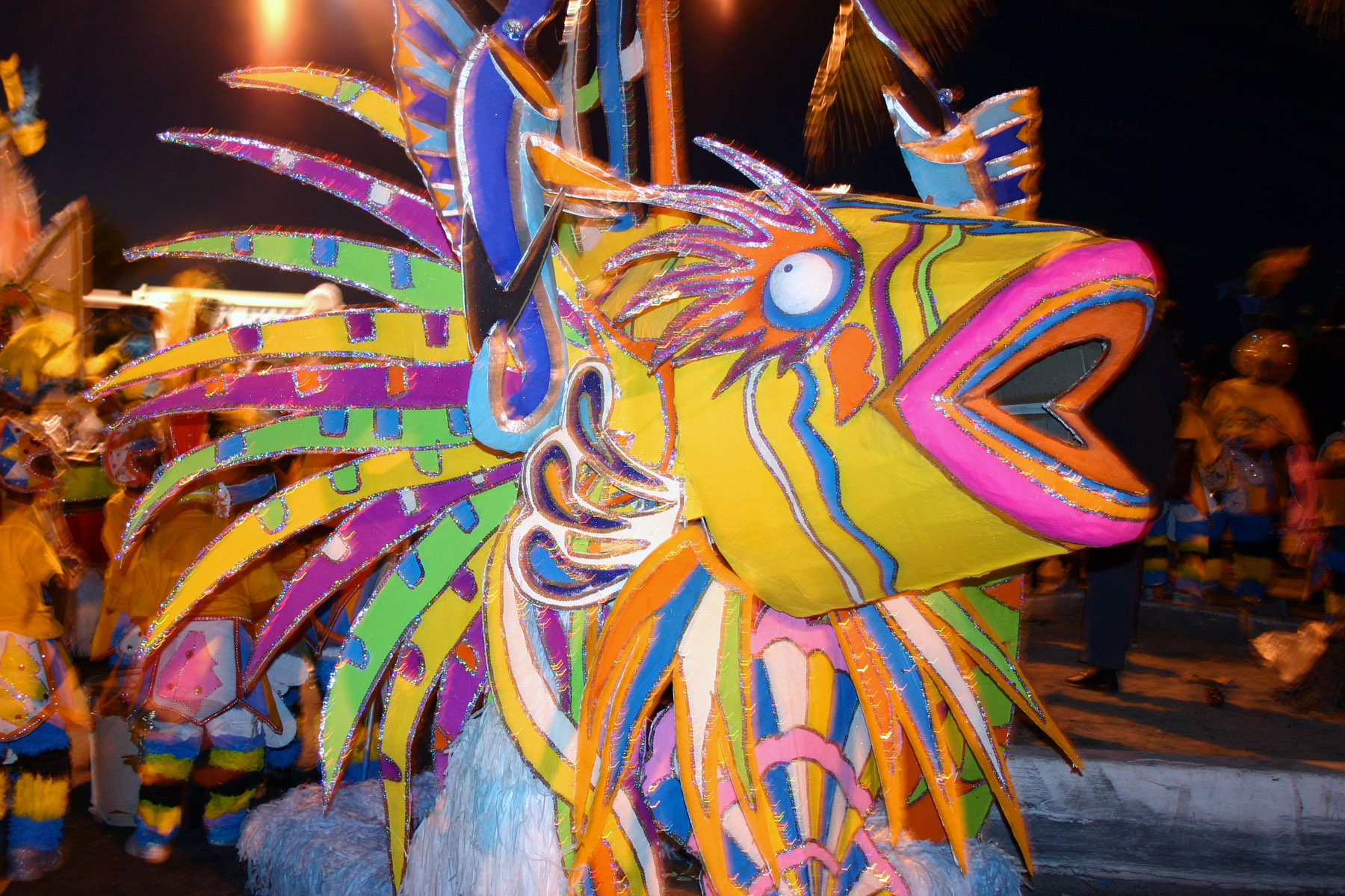
Festival Junkanoo Festival.

Selon l'ONU, la population est estimée à 406 000 habitants en 2019 et devrait se stabiliser autour de 500 000 habitants vers 2050,. La population bahaméenne est à 85 % d'origine africaine, à 12 % d'origine européenne et environ 2 % de Chinois.
Les villes principales sont la capitale, Nassau (256 000 habitants en 2012) et Freeport (46 000 habitants).

### Langues
La langue officielle des Bahamas est l'anglais.
De nombreuses personnes y parlent un créole à base lexicale anglaise appelé « Bahamian dialect » (ou tout simplement « dialect »).
Le créole haïtien, un créole à base lexicale française est parlé par les immigrés haïtiens ainsi que leurs descendants, qui constituent environ 25 % de la population totale. Il est généralement désigné comme « creole » pour le différencier de l'anglais des Bahamas.

### Religions
Selon le Pew Research Center, en 2010, 96 % des habitants des Bahamas sont chrétiens. Les protestants représentent 80 % de la population, les catholiques 14,5 %.
La Convention baptiste nationale missionnaire et éducative des Bahamas a été officiellement fondée en 1935. En 2017, elle comptait 400 églises et 78 000 membres.

## Culture

### Éducation
Un seul établissement d'enseignement supérieur public existe actuellement aux Bahamas, soit l'Université des Bahamas (en), créée en 1974 en tant que Collège des Bahamas délivrant uniquement des diplômes de niveau bac+2, puis des diplômes de niveau bac+4. Obtenant son statut d'université en 2016, elle s'articule autour de trois campus répartis sur l'archipel des Bahamas, soit deux à Nassau et un près de Freeport. Elle est constituée de cinq collèges ou facultés, soit la faculté d'administration (College of Business), la faculté des arts et sciences (College of Liberal & Fine Arts), la faculté de sciences pures et appliquées (College of Pure and Applied Sciences), la faculté des sciences sociales et de l’éducation (College of Social & Educational Studies) et la faculté de tourisme, d'hospitalité, d'arts culinaires et de gestion des loisirs (College of Tourism, Hospitality, Culinary Arts and Leisure Management). En 2025, l'Université des Bahamas compte plus de 5 000 étudiants.
L'Université des Indes occidentales tient également quelques activités dans l'archipel, soit le Centre de gestion hôtelière et de tourisme (Centre for Hotel and Tourism Management) et l'École de médecine clinique et de recherche (School of Clinical Medicine and Research), situés tous deux à Nassau. Les services d'éducation à distance de son campus ouvert (Open Campus) y sont également dispensés. 

### Cuisine
La cuisine bahaméenne est caractérisée par une importante utilisation des fruits de mer, du poisson, de fruits, d'épices, de riz et de pois. Le rhum y est particulièrement populaire. 

### Musées
Quelques musées aux Bahamas sont notables mais deux d’entre eux sont à souligner particulièrement.
- Le San Damon Museum qui est situé à Nassau est consacré exclusivement aux œuvres de l’artiste. Ses œuvres photographiques, sculpturales, littéraires et poétiques, ses dessins et sa musique y sont présents dans une immense demeure ultra-moderne plantée au milieu d’un parc privé, face à la mer des Caraïbes. Un restaurant, un art shop sont au rez-de-chaussée et ouvre sur l’immense galerie. La Dream Room est une pièce dont les œuvres de l’artiste sont incorporées dans le verre des fenêtres et peuvent passer de l’opacité à la presque transparence via un dimmer. On notera aussi une pièce intitulée « Le Cercle S », où le visiteur-spectateur qui, assit sur un siège, peut via une télécommande faire tourner la pièce sur elle-même et voir les œuvres défiler. Il se situe dans le quartier résidentiel et branché de la ville, bien connu être celui des stars hollywoodiennes.
- La National Art Gallery of The Bahamas (en) est un musée d’état classique. Le musée est situé dans le quartier West Hill et a pour but de préserver et historiser le récit de la nation souveraine indépendante. Quelques œuvres notables sont mises en valeur dans cette demeure bâtie en 1860. Elle se situe à quelques pas du centre-ville de Nassau.

### Musique
Sloop John B, originaire de Nassau, est à la base une chanson folklorique d'où il a fait une vague de reprises, la plus populaire étant celle des Beach Boys.

### Patrimoine

#### Patrimoine civil
- Le musée des Pirates.
- La bibliothèque publique de Nassau, située dans une ancienne prison octogonale.
- Atlantis, parc aquatique
- Le Fort Fincastle
- Le Fort Charlotte
- Le Fort Montagu

#### Patrimoine religieux
- La cathédrale catholique Saint-François-Xavier, inaugurée en 1886.
- La cathédrale anglicane du Christ, datant du XVIIe siècle.

#### Liste du Patrimoine mondial
Le programme Patrimoine mondial (UNESCO, 1971) a inscrit dans sa liste du Patrimoine mondial (au 17 janvier 2016) :
- 2015 : les 11 phares historiques (liste indicative) ;
- 2015 : parc national Inagua (liste indicative).

#### Registre international Mémoire du monde
Le programme Mémoire du monde (UNESCO, 1992) a inscrit dans son registre international Mémoire du monde (au 17 janvier 2016) :
- 2009 : journal de Farquharson[36] ;
- 2009 : registres des esclaves des Antilles britanniques 1817-1834 (Bahamas, Belize, Bermuda, Dominique, Jamaïque, St Kitts, Trinité-et-Tobago, Royaume-Uni)[37].